# Jeff Tesselaar
Jeff Tesselaar (* 3. Mai 2003) ist ein niederländischer Leichtathlet, der sich auf den Zehnkampf spezialisiert hat und auch im Weitsprung startet.

## Sportliche Laufbahn
Erste internationale Erfahrungen sammelte Jeff Tesselaar im Jahr 2022, als er bei den U20-Weltmeisterschaften in Cali im Weitsprung mit 7,27 m in der Qualifikationsrunde ausschied. 2023 belegte er bei den U23-Europameisterschaften in Espoo mit 7753 Punkten den neunten Platz im Zehnkampf und im Jahr darauf gelangte er bei den Europameisterschaften in Rom mit 8079 Punkten auf Rang zwölf. 2025 belegte er dann bei den Halleneuropameisterschaften in Apeldoorn mit 5938 Punkten den achten Platz im Siebenkampf. Im Juni belegte er beim Hypomeeting in Götzis mit 8249 Punkten den zehnten Platz und anschließend gewann er bei den U23-Europameisterschaften in Bergen mit 8108 Punkten die Silbermedaille hinter dem Schweizer Andrin Huber.
In den Jahren 2020 und 2024 wurde Tesselaar niederländischer Meister im Weitsprung im Freien sowie 2024 und 2025 in der Halle.

## Persönliche Bestleistungen
- Weitsprung: 7,76 m (+0,2 m/s), 11. Juni 2024 in Rom
- Zehnkampf: 8249 Punkte, 1. Juni 2025 in Götzis
  - Siebenkampf (Halle): 5948 Punkte, 8. März 2025 in Apeldoorn